# Fauriella tenuis
Fauriella tenuis är en bladmossart som beskrevs av Cardot in Brotherus 1925. Fauriella tenuis ingår i släktet Fauriella och familjen Theliaceae. Inga underarter finns listade i Catalogue of Life.